# O Torturador
O Torturador é um filme brasileiro de 1981, dirigido por Antônio Calmon. É uma paródia de filmes de ação.

## Sinopse
O filme conta a história de uma dupla de policiais violentos e completamente amorais, que são contratados por um ditador de um país latino-americano, apelidado de El Torturador, para combater ameaças de rebelião e um grupo de neonazistas.

## Elenco
- Jece Valadão .... Capitão Jonas
- Otávio Augusto .... Chuchu
- Vera Gimenez .... Gilda
- Rodolfo Arena
- Moacyr Deriquém
- Ary Fontoura
- John Herbert
- Maria Pompeu
- Anselmo Vasconcelos
- Paulo Villaça
- Marta Anderson
- Rejane Medeiros